# رسم الاحمر، حماة
رسم الاحمر (به عربی: رسم الأحمر) یک روستا در سوریه است که در ناحیه عقیربات واقع شده‌است. رسم الاحمر ۴۹۳ نفر جمعیت دارد.